# Chan Krum
Chan Krum (bułg. Хан Крум) – wieś w Bułgarii, w obwodzie Szumen, w gminie Weliki Presław. W 2024 roku liczyła 320 mieszkańców.